# Rockport (Teksas)
Rockport – turystyczne miasto w Stanach Zjednoczonych, w stanie Teksas, w hrabstwie Aransas. Według spisu w 2020 roku liczy ponad 10 tys. mieszkańców.